# Elena Bonfanti
Elena Maria Bonfanti (Milano, 9 luglio 1988) è un'ex velocista italiana, specializzata nei 400 metri piani.
A livello internazionale ha conquistato la medaglia d'oro ai Giochi del Mediterraneo 2013 nella staffetta 4×400 m, insieme a Maria Enrica Spacca, Maria Benedicta Chigbolu e Chiara Bazzoni, mentre in ambito nazionale ha vinto 8 titoli universitari, 5 medaglie agli assoluti e 22 medaglie totali ai campionati italiani.
Ha detenuto il record italiano assoluto della staffetta 4×400 m indoor, stabilito ai Mondiali indoor di Sopot 2014 insieme a Maria Enrica Spacca, Marta Milani e Chiara Bazzoni, e il record nazionale under 23 della 4×400 m, stabilito nel 2009 agli Europei under 23 insieme ad Eleonora Sirtoli, Chiara Varisco e Marta Milani.

## Biografia

### Gli esordi
Ha iniziato a praticare l'atletica leggera nel 2001 all'età di 13 anni, dopo aver abbandonato il karate praticato sin da ragazzina.
È laureata in Medicina e Chirurgia all'Università degli Studi di Milano-Bicocca, vive a Castello Brianza, comune a circa 15 km da Lecco e si allena ad Oggiono.
È allenata da Luca Longhi.
Nel 2004 siccome ha sofferto per un fastidioso infortunio muscolare, ha saltato gli indoor allieve, potendo gareggiare soltanto ai Campionati nazionali allieve a settembre a Cesenatico giungendo quinta con la staffetta 4x400 m.
Nel 2005, ha vinto la sua prima medaglia e titolo italiano, aggiudicandosi i 400 m ai Campionati allieve a Rieti.

In ambito internazionale, ha partecipato al Festival olimpico della gioventù europea tenutosi in Italia a Lignano Sabbiadoro dove è stata terza nella finale 2.

### 2006-2009: i primi titoli nazionali giovanili
Al primo anno da juniores nel 2006 ha gareggiato ai Campionati di categoria sia indoor (quarta sui 400 m) che outdoor (bronzo sui 400 m).
Doppietta di titoli juniores sui 400 m (indoor ed outdoor) nel 2007 anno in cui ha esordito agli assoluti svoltisi a Padova dove è uscita in batteria sui 400 m ed è giunta quinta con la 4x400 m.

Nel 2007 a livello internazionale ha preso parte sia agli Europei juniores ad Hengelo nei Paesi Bassi (uscendo in batteria sui 400 m) sia alla Coppa del Mediterraneo Ovest juniores svoltasi in Italia a Firenze (conquistando il bronzo sui 400 m e l'argento con la 4x400 m).
Al suo primo anno da promessa nel 2008, ai Campionati nazionali di categoria è stata quarta sui 400 m indoor e vicecampionessa nella stessa distanza all'aperto; ha fatto doppietta di titoli italiani agli universitari, conquistando 400 e 4x400 m. Infine agli assoluti di Cagliari ha terminato quarta sui 400 m e quindicesima con la 4x100 m.
Quattro le medaglie vinte nel 2009 ai vari Campionati nazionali: argento sui 400 m agli indoor promesse; quarta agli assoluti indoor sempre sui 400 m. Due medaglie agli universitari con l'argento sui 400 m e l'oro con la 4x400 m. Bronzo sui 400 m ai Campionati promesse outdoor ed infine quinta e quarta su 400 e 4x400 m agli assoluti di Milano. 

In manifestazioni internazionali nel 2009 ha gareggiato agli Europei under 23 di Kaunas in Lituania non superando la semifinale dei 400 m e terminando al quinto posto con la staffetta 4x400 m.

### 2010-2012: l'esordio in Nazionale assoluta e i Giochi olimpici
Nel 2010 è stata bronzo nei 400 m ai campionati promesse, mentre agli assoluti di Grosseto quinta sui 400 e quarta con la 4x400 m.
Tre medaglie vinte ai vari Campionati nazionali nel 2011: agli assoluti indoor è giunta quinta sia sui 400 che con la 4x200 m; doppietta di titoli agli universitari su 400 e 4x400 m. Agli assoluti di Torino ha chiuso al quinto posto sui 400 m ed ha vinto la medaglia di bronzo con la staffetta 4x400 m.
Il 29 luglio 2011 il suo nome era tra i 32 convocati, dal commissario tecnico Francesco Uguagliati, per rappresentare l'Italia ai Campionati del mondo di atletica leggera di Daegu 2011, per la staffetta 4×400 metri, la convocazione segue quella degli Europei indoor di Parigi 2011, ed in precedenza quella per gli Europei di Barcellona 2010, entrambe sempre in staffetta.
Quattro medaglie vinte in altrettante gare corse in Campionati nazionali nel 2012: bronzo sui 400 m agli assoluti indoor, doppio oro agli universitari su 400 e 4x400 m, argento nei 400 m agli assoluti outdoor.
Nello stesso anno viene convocata per rappresentare la nazionale italiana di atletica leggera ai Giochi olimpici di Londra 2012 nella staffetta 4x400. A Londra corre in batteria la terza frazione della staffetta, lasciando il testimone a Libania Grenot e non riuscendo a qualificarsi per la finale.

### 2013-2015: l'oro ai Giochi del Mediterraneo
Altre due medaglie vinte in Campionati nazionali nel 2013: bronzo sui 400 m agli assoluti indoor, oro sulla stessa distanza agli universitari e quarta agli assoluti all'aperto.
In competizioni internazionali, nel 2013 partecipa a ben 4 manifestazioni: Campionati europei a squadre di Gateshead in Gran Bretagna (ottava con la 4x400 m), Giochi del Mediterraneo in Turchia a Mersin (oro con la 4x400 m), DécaNation a Valence in Francia (ottava sui 400 m) e Universiade a Kazan' in Russia (settima nei 400 m).
Nel 2014 agli assoluti indoor è stata vicecampionessa sui 400 m e settima con la 4x200 m, mentre agli assoluti ha terminato in quarta posizione nei 400 m ed in nona con la 4x100 m.
Anche nel 2014, come l'anno prima, ha partecipato a ben 4 manifestazioni internazionali: Mondiali indoor a Sopot in Polonia (batteria con la 4x400 m), World Relays di Nassau alle Bahamas (sesta con la 4x400 m), Campionati europei a squadre a Braunschweig in Germania (sesta nella 4x400 m) ed Europei a Zurigo in Svizzera (settima con la 4x400 m).
Agli assoluti indoor di Padova nel 2015 termina quarta sui 400 m, così come a quelli all'aperto di Torino.
In ambito internazionale gareggia in tre manifestazioni, sempre con la staffetta 4x400 m: le World Relays a Nassau nelle isole Bahamas, terminando al nono posto in classifica; viene però squalificata perché l'ultima frazionista, Maria Benedicta Chigbolu a pochi metri dall'arrivo cade, perde il testimone e taglia il traguardo senza; gli Europei a squadre di Čeboksary (Russia) finendo al 4º posto; ai Mondiali cinesi di Pechino disputa la batteria restando fuori dalla finale come prima delle escluse.

## Record nazionali
Seniores
- Staffetta 4×400 metri indoor: 3'31"99 ( Sopot, 8 marzo 2014) (Maria Enrica Spacca, Elena Bonfanti, Marta Milani, Chiara Bazzoni)[8]

Promesse
- Staffetta 4×400 metri: 3'32"92 ( Kaunas, 19 luglio 2009) (Eleonora Sirtoli, Elena Bonfanti, Chiara Varisco, Marta Milani)[9]

## Progressione

### 100 metri piani
| Stagione | Tempo | Luogo  | Data      | Rank. Mond. |
| -------- | ----- | ------ | --------- | ----------- |
| 2014     | 12"00 | Milano | 19-9-2014 | 1 436ª      |
| 2013     | 11"98 | Milano | 17-9-2013 | 1 233ª      |
| 2008     | 12"40 | Como   | 18-6-2008 |             |
| 2007     | 12"26 | Lecco  | 25-4-2007 |             |
| 2006     | 12"18 | Lecco  | 25-4-2006 |             |

### 200 metri piani
| Stagione | Tempo | Luogo             | Data      | Rank. Mond. |
| -------- | ----- | ----------------- | --------- | ----------- |
| 2015     | 24"24 | Busto Arsizio     | 28-6-2015 |             |
| 2014     | 24"11 | Orvieto           | 28-9-2014 | 738ª        |
| 2013     | 23"82 | Rieti             | 8-9-2013  | 442ª        |
| 2012     | 24"14 | Lodi              | 20-5-2012 | 744ª        |
| 2011     | 24"59 | Cinisello Balsamo | 10-7-2011 | 1 265ª      |
| 2010     | 24"15 | Busto Arsizio     | 24-6-2010 | 624ª        |
| 2009     | 24"47 | Lodi              | 17-5-2009 | 1 068ª      |
| 2008     | 24"36 | Busto Arsizio     | 6-7-2008  | 970ª        |
| 2007     | 24"83 | Lodi              | 20-5-2007 | 1 703ª      |
| 2006     | 24"71 | Desenzano         | 14-5-2006 | 1 335ª      |

### 400 metri piani
| Stagione | Tempo | Luogo         | Data      | Rank. Mond. |
| -------- | ----- | ------------- | --------- | ----------- |
| 2015     | 55"13 | Torino        | 25-7-2015 |             |
| 2014     | 52"72 | Rovereto      | 19-7-2014 | 143ª        |
| 2013     | 52"66 | Kazan'        | 8-7-2013  | 150ª        |
| 2012     | 52"61 | Bressanone    | 8-7-2012  | 149ª        |
| 2011     | 53"61 | Lodi          | 14-5-2011 | 298ª        |
| 2010     | 53"75 | Grosseto      | 30-6-2010 | 316ª        |
| 2009     | 54"15 | Busto Arsizio | 4-7-2009  | 415ª        |
| 2008     | 54"43 | Milano        | 28-6-2008 | 528ª        |
| 2007     | 54"62 | Lodi          | 19-5-2007 | 582ª        |
| 2006     | 55"55 | Vigevano      | 20-5-2006 | 851ª        |
| 2005     | 56"14 | Lignano       | 7-7-2005  | 1 119ª      |

### 400 metri piani indoor
| Stagione | Tempo | Luogo  | Data      | Rank. Mond. |
| -------- | ----- | ------ | --------- | ----------- |
| 2014/15  | 54"12 | Padova | 22-2-2015 |             |
| 2013/14  | 53"47 | Ancona | 23-2-2014 | 80ª         |
| 2012/13  | 54"14 | Ancona | 3-2-2013  | 124ª        |
| 2011/12  | 54"25 | Ancona | 26-2-2012 | 138ª        |
| 2010/11  | 54"29 | Ancona | 19-2-2011 | 126ª        |
| 2008/09  | 54"65 | Torino | 21-2-2009 | 134ª        |
| 2007/08  | 55"39 | Ancona | 3-2-2008  | 288ª        |
| 2006/07  | 56"12 | Genova | 24-2-2007 | 392ª        |
| 2005/06  | 58"10 | Ancona | 11-2-2006 |             |

## Palmarès
| Anno | Manifestazione          | Sede      | Evento      | Risultato  | Prestazione | Note                                     |
| ---- | ----------------------- | --------- | ----------- | ---------- | ----------- | ---------------------------------------- |
| 2007 | Europei juniores        | Hengelo   | 400 m piani | Batteria   | 55"31       | [ 10 ]                                   |
| 2009 | Europei U23             | Kaunas    | 400 m piani | Semifinale | 54"80       | [ 11 ]                                   |
| 2009 | Europei U23             | Kaunas    | 4×400 m     | 5ª         | 3'32"92     | [ 12 ]                                   |
| 2012 | Giochi olimpici         | Londra    | 4×400 m     | Batteria   | 3'29"01     | [ 13 ]                                   |
| 2013 | Giochi del Mediterraneo | Mersin    | 4×400 m     | Oro        | 3'32"44     | [ 14 ]                                   |
| 2013 | Universiadi             | Kazan'    | 400 m piani | 7ª         | 52"99       | [ 15 ]                                   |
| 2014 | Mondiali indoor         | Sopot     | 4×400 m     | Batteria   | 3'31"99     | [ 16 ]                                   |
| 2014 | World Relays            | Nassau    | 4×400 m     | 6ª         | 3'27"44     | [ 17 ]                                   |
| 2014 | Europei                 | Zurigo    | 4×400 m     | 7ª         | 3'28"30     | [ 18 ]                                   |
| 2015 | World Relays            | Nassau    | 4×400 m     | Batteria   | dq          | [ 7 ]                                    |
| 2015 | Mondiali                | Pechino   | 4×400 m     | Batteria   | 3'27"07     | [ 19 ]                                   |
| 2016 | Europei                 | Amsterdam | 4×400 m     | Bronzo     | 3'27"49     | Miglior prestazione personale stagionale |

## Campionati nazionali
- 4 volte campionessa nazionale universitaria della staffetta 4×400 m (2008, 2009, 2011, 2012)
- 4 volte campionessa nazionale universitaria dei 400 m piani (2008, 2011, 2012, 2013)
- 1 volta campionessa nazionale juniores dei 400 m piani (2007)
- 1 volta campionessa nazionale juniores indoor dei 400 m piani (2007)
- 1 volta campionessa nazionale allieve dei 400 m piani (2005)

2004
- 5ª ai campionati italiani allievi (Cesenatico), 4×400 m[20]

2005
- ai campionati italiani allievi (Rieti), 400 m piani - 56"71[21]

2006
- 4ª ai campionati italiani juniores indoor (Ancona), 400 m piani - 58"86[22]
- ai campionati italiani juniores (Rieti), 400 m piani - 55"65[23]

2007
- ai campionati italiani juniores indoor (Genova), 400 m piani - 56"12[24]
- ai campionati italiani juniores (Bressanone), 400 m piani - 55"18[25]
- In batteria ai campionati italiani assoluti (Padova), 400 m piani - 55"23[26]
- 5ª ai campionati italiani assoluti (Padova), 4×100 m - 48"26[27]

2008
- 4ª ai campionati italiani promesse indoor (Ancona), 400 m piani - 55"82[28]
- ai campionati nazionali universitari, (Pisa) 400 m piani - 54"63[29]
- ai campionati nazionali universitari (Pisa), 4×400 m - 3'54"36[29]
- ai campionati italiani promesse (Torino), 400 m piani - 55"03[30]
- 4ª ai campionati italiani assoluti (Cagliari), 400 m piani - 54"73[31]
- 15ª ai campionati italiani assoluti (Cagliari), 4×100 m - 49"33[32]

2009
- ai campionati italiani promesse indoor (Ancona), 400 m piani - 55"13[33]
- 4ª ai campionati italiani assoluti indoor (Torino), 400 m piani - 54"65[34]
- ai campionati nazionali universitari (Lignano Sabbiadoro), 400 m piani - 54"41[35]
- ai campionati nazionali universitari (Lignano Sabbiadoro), 4×400 m - 3'49"01[36]
- ai campionati italiani promesse (Rieti), 400 m piani - 54"84[37]
- 5ª ai campionati italiani assoluti (Milano), 400 m piani - 54"60[38]
- 4ª ai campionati italiani assoluti (Milano), 4×400 m - 3'49"65[39]

2010
- ai campionati italiani promesse (Pescara), 400 m piani - 54"36[40]
- 5ª ai campionati italiani assoluti (Grosseto), 400 m piani - 53"85[41]
- 4ª ai campionati italiani assoluti (Grosseto), 4×400 m - 3'44"92[42]

2011
- 5ª ai campionati italiani assoluti indoor (Ancona), 400 m piani - 54"29[43]
- 5ª ai campionati italiani assoluti indoor (Ancona), 4×200 m - 1'41"63[44]
- ai campionati nazionali universitari (Torino), 400 m piani - 53"34[45]
- ai campionati nazionali universitari (Torino), 4×400 m - 3'43"20[46]
- 5ª ai campionati italiani assoluti (Torino), 400 m piani - 53"75[47]
- ai campionati italiani assoluti (Torino), 4×400 m - 3'48"62[48]

2012
- ai campionati italiani assoluti indoor (Ancona), 400 m piani - 54"25[49]
- ai campionati nazionali universitari (Messina), 400 m piani - 53"52[50]
- ai campionati nazionali universitari (Messina), 4×400 m - 3'47"17[51]
- ai campionati italiani assoluti (Bressanone), 400 m piani - 52"61[52]

2013
- ai campionati italiani assoluti indoor (Ancona), 400 m piani - 54"27[53]
- ai campionati nazionali universitari (Cassino), 400 m piani - 54"34[54]
- 4ª ai campionati italiani assoluti (Milano), 400 m piani - 53"31[55]

2014
- ai campionati italiani assoluti indoor (Ancona), 400 m piani - 53"47[56]
- 7ª ai campionati italiani assoluti indoor (Ancona, 4×200 m - 1'42"30[57]
- 4ª ai campionati italiani assoluti (Rovereto), 400 m piani - 52"72[58]
- 9ª ai campionati italiani assoluti (Rovereto), 4×100 m - 47"57[59]

2015
- 4ª ai campionati italiani assoluti indoor (Padova), 400 m piani - 54"12[60]
- 4ª ai campionati italiani assoluti (Torino), 400 m piani - 55"13[61]

## Altre competizioni internazionali
2005
- Bronzo al Festival olimpico della gioventù europea ( Lignano Sabbiadoro), 400 m piani - 56"14[62]

2013
- 8ª agli Europei a squadre ( Gateshead), 4×400 m - 3'35"26[63]
- 8ª al DécaNation ( Valence), 400 m piani - 53"15[64]

2014
- 6ª agli Europei a squadre ( Braunschweig), 4×400 m - 3'30"17[65]

2015
- 4ª agli Europei a squadre ( Čeboksary), 4×400 m - 3'29"83[66]